# Belgique au Concours Eurovision de la chanson 2004
La Belgique a participé au Concours Eurovision de la chanson 2004 les 12 et 15 mai à Istanbul, en Turquie. C'est la 46e participation belge au Concours Eurovision de la chanson.
Le pays est représenté par la chanteuse Xandee et la chanson 1 Life, sélectionnées par la VRT au moyen de la finale nationale Eurosong.

## Sélection

### Eurosong '04
Le radiodiffuseur belge pour les émissions néerlandophones, la Vlaamse Radio- en Televisieomroep (VRT), organise la 11e édition du concours national Eurosong pour sélectionner l'artiste et la chanson représentant la Belgique au Concours Eurovision de la chanson 2004.
L'Eurosong '04, présenté par Bart Peeters, est composé de quatre demi-finales et une finale nationale et a lieu du 18 janvier au 15 février 2004 à Schelle.

#### Demi-finales
Les quatre demi-finales ont lieu du 18 janvier au 8 février 2004 afin de sélectionner les sept finalistes pour la finale belge. Sept chansons participent dans chaque demi-finale, les chansons arrivées première et deuxième du classement (lors de la première demi-finale, uniquement la chanson arrivée en tête), avancent pour la finale. Le vote se fait par un jury professionnel et le télévote.

##### 1redemi-finale
| Ordre | Artiste           | Chanson             | Langue      | Traduction              | Points | Place |
| ----- | ----------------- | ------------------- | ----------- | ----------------------- | ------ | ----- |
| 1     | Yanah             | Yes or No           | Anglais     | Oui ou non              | 17     | 5     |
| 2     | Chris D. Morton   | Every Dead Soldier  | Anglais     | Chaque soldat mort      | 28     | 3     |
| 3     | De Egels          | Maria Maria Maria   | Anglais     | –                       | 13     | 7     |
| 4     | Katia Berlingieri | Don't Be Scared     | Anglais     | N'ai pas peur           | 25     | 4     |
| 5     | Xandee            | 1 Life              | Anglais     | Une vie                 | 54     | 1     |
| 6     | Storm             | Jij (hoort bij mij) | Néerlandais | Tu (m'appartiens)       | 16     | 6     |
| 7     | Nicole & Hugo     | Love Is All Around  | Anglais     | L'amour est tout autour | 33     | 2     |

##### 2edemi-finale
| Ordre | Artiste              | Chanson            | Langue           | Traduction              | Points | Place |
| ----- | -------------------- | ------------------ | ---------------- | ----------------------- | ------ | ----- |
| 1     | Quatro               | Never Say Goodbye  | Anglais          | Ne dis jamais au revoir | 26     | 4     |
| 2     | Kurt                 | My Heart           | Anglais          | Mon cœur                | 9      | 7     |
| 3     | Sofie Van Moll (nl)  | Kerosene           | Anglais          | Kérosène                | 36     | 3     |
| 4     | Raf Van Brussel (nl) | Chemistry          | Anglais          | Chimie                  | 42     | 2     |
| 5     | Clic                 | Vieze ouwe venten  | Néerlandais      | Des vieux hommes sales  | 12     | 6     |
| 6     | Biba Binoche         | Je chante pour toi | Français         | –                       | 18     | 5     |
| 7     | Elsie Moraïs (nl)    | Amoré loco         | Anglais, italien | Amour fou               | 43     | 1     |

##### 3edemi-finale
| Ordre | Artiste           | Chanson              | Langue      | Traduction              | Points | Place |
| ----- | ----------------- | -------------------- | ----------- | ----------------------- | ------ | ----- |
| 1     | Astrid (en)       | Don't Stop the Music | Anglais     | N'arrête pas la musique | 38     | 2     |
| 2     | Raffaele (nl)     | Freakin' Destiny     | Anglais     | Incroyable destin       | 12     | 7     |
| 3     | The Acrolls       | The Happy Song       | Anglais     | La chanson heureuse     | 20     | 5     |
| 4     | Roxane (nl)       | Television Game      | Anglais     | Jeu télévisé            | 49     | 1     |
| 5     | Garry Hagger (nl) | I Will Choose You    | Anglais     | Je te choisirai         | 13     | 6     |
| 6     | Marjolein         | Say Love             | Anglais     | Dis amour               | 21     | 4     |
| 7     | Spring            | Jan zonder vrees     | Néerlandais | Jan sans peur           | 33     | 3     |

##### 4edemi-finale
| Ordre | Artiste                    | Chanson             | Langue      | Traduction                    | Points | Place |
| ----- | -------------------------- | ------------------- | ----------- | ----------------------------- | ------ | ----- |
| 1     | Eva                        | Angels              | Anglais     | Anges                         | 20     | 4     |
| 2     | Sodapop                    | Time to Party       | Anglais     | L'heure de la fête            | 12     | 6     |
| 3     | Amaryllis Temmerman (nl)   | God in alle eenvoud | Néerlandais | Dieu dans toute sa simplicité | 12     | 6     |
| 4     | Peter Elkins               | Cry Love            | Anglais     | Amour de pleurs               | 26     | 3     |
| 5     | Natalia (nl)               | Higher Than the Sun | Anglais     | Plus haut que le soleil       | 50     | 1     |
| 6     | Dominic                    | Innocent            | Anglais     | –                             | 20     | 4     |
| 7     | Barbara Dex et Alides (nl) | One Life            | Anglais     | Une vie                       | 46     | 2     |

#### Finale
La finale de l'Eurosong 2004 a lieu le 15 février 2004. Sept chansons ont participé, sélectionnées à travers les demi-finales.
| Ordre | Artiste                    | Chanson              | Langue           | Traduction              | Points | Place |
| ----- | -------------------------- | -------------------- | ---------------- | ----------------------- | ------ | ----- |
| 1     | Roxane (nl)                | Television Game      | Anglais          | Jeu télévisé            | 20     | 5     |
| 2     | Barbara Dex et Alides (nl) | One Life             | Anglais          | Une vie                 | 30     | 3     |
| 3     | Elsie Moraïs (nl)          | Amoré loco           | Anglais, italien | Amour fou               | 26     | 4     |
| 4     | Astrid (en)                | Don't Stop the Music | Anglais          | N'arrête pas la musique | 8      | 7     |
| 5     | Xandee                     | 1 Life               | Anglais          | Une vie                 | 50     | 1     |
| 6     | Raf Van Brussel (nl)       | Chemistry            | Anglais          | Chimie                  | 14     | 6     |
| 7     | Natalia (nl)               | Higher Than the Sun  | Anglais          | Plus haut que le soleil | 38     | 2     |

Lors de cette sélection, c'est la chanson 1 Life, interprétée par Xandee, qui fut choisie.

## À l'Eurovision

### Points attribués par la Belgique

#### Demi-finale
| 12 points | Pays-Bas             |
| 10 points | Grèce                |
| 8 points  | Ukraine              |
| 7 points  | Serbie-et-Monténégro |
| 6 points  | Chypre               |
| 5 points  | Albanie              |
| 4 points  | Portugal             |
| 3 points  | Bosnie-Herzégovine   |
| 2 points  | Israël               |
| 1 point   | Finlande             |

#### Finale
| 12 points | Turquie              |
| 10 points | France               |
| 8 points  | Grèce                |
| 7 points  | Espagne              |
| 6 points  | Pays-Bas             |
| 5 points  | Ukraine              |
| 4 points  | Chypre               |
| 3 points  | Serbie-et-Monténégro |
| 2 points  | Suède                |
| 1 point   | Albanie              |

### Points attribués à la Belgique

#### Finale
| 12 points  | 10 points | 8 points | 7 points | 6 points           |
| ---------- | --------- | -------- | -------- | ------------------ |
|            |           |          |          |                    |
| 5 points   | 4 points  | 3 points | 2 points | 1 point            |
| - Pays-Bas |           |          |          | - Andorre - Chypre |

Pour l'Eurovision 2004, une demi-finale a été introduite afin de prendre en charge l'afflux de pays qui souhaitaient participer au concours.
La Belgique s'est qualifiée automatiquement pour la finale, ayant terminé parmi les dix premiers pays du classement du concours de l'année précédente.
Lors de la finale, Xandee interprète One Life en 13e position, suivant la Bosnie-Herzégovine et précédant la Russie.
Au terme du vote, la Belgique termine 22e — à égalité avec l'Irlande — sur 24 pays, ayant reçu 7 points au total provenant de trois pays,.